# Logistics (pel·lícula)
Logistics, o Logistics Art Project, és una pel·lícula experimental sueca del 2012 concebuda i creada per Erika Magnusson i Daniel Andersson. Amb 51.420 minuts (857 hores o 35 dies i 17 hores), és la pel·lícula més llarga mai realitzada.

## Producció

### Concepte
El 2008, Erika Magnusson i Daniel Andersson es van preguntar d'on procedien els aparells electrònics moderns. Van concebre la idea de seguir el cicle de producció d'un podòmetre en ordre cronològic invers, des de la venda final fins a l'origen i la fabricació. La ruta del viatge va començar a Estocolm, va passar per Insjön, Göteborg, Bremerhaven, Rotterdam, Algesires, Màlaga, i va acabar a Shenzhen, al fabricant de Bao'an.
El finançament va ser proporcionat per la Fundació Innovativ Kultur i Kulturbryggan.
El projecte es va filmar en temps real durant un viatge a una fàbrica i a les seves localitzacions, seguint el recorregut de la fabricació del producte des de la botiga d'Estocolm on es va comprar fins a la fàbrica de la Xina on es va fabricar.

## Projecció
La pel·lícula de 51,420 minuts (5 setmanes de durada) es va projectar a la Biblioteca Municipal d'Uppsala des de l'1 de desembre de 2012 fins al 6 de gener de 2013, a la Casa de la Cultura d'Estocolm, i es va estrenar al Fringe Film Festival de Shenzhen 2014, a més de ser transmesa en línia.